# Zdenci
Zdenci es un municipio de Croacia en el condado de Virovitica-Podravina.

## Geografía
Se encuentra a una altitud de 110 m s. n. m. a 216 km de la capital nacional, Zagreb.

## Demografía
En el censo 2011 el total de población del municipio fue de 1904 habitantes, distribuidos en las siguientes localidades:
- Bankovci - 124
- Donje Predrijevo - 106
- Duga Međa - 196
- Grudnjak - 13
- Kutovi - 176
- Obradovci - 56
- Slavonske Bare - 170
- Zdenci - 930
- Zokov Gaj - 133

| Gráfica de población de Zdenci 1857-2011                            |
|                                                                     |
| Según los censos de población de la oficina estadística de Croacia. |